# Tigerland
Tigerland é um filme de drama dos Estados Unidos e Alemanha de 2000, realizado por Joel Schumacher.

## Resumo
Em 1971, quando os Estados Unidos são uma nação dividida e afectada devido à escalada da violência na Guerra do Vietname, e que faz com que milhares de jovens norte-americanos percam as suas vidas no combate e outros tantos milhares preparam-se em campos de treino, com o objectivo de reforçarem o exército americano em pouco tempo.
Em Fort Polk, Louisiana, um determinado grupo de jovens recrutas em treino têm algumas opiniões que entram em conflito com outras sobre a guerra. Enquanto Jim Paxton (Matthew Davis) tem uma visão idealista da guerra, acreditando que ela vai trazer uma enorme inspiração para as histórias em livros que um dia serão escritos, Roland Bozz (Colin Farrell) é uma espécie de anti-herói, que acaba por decidir que não irá combater na Guerra do Vietname e acaba por desrespeitar as ordens dos seus superiores hierárquicos, com o objectivo de ser expulso do corpo de Infantaria norte-americana.
Com o passar do tempo Paxton e Bozz acabam por se tornar os líderes de um novo conjunto de recrutas que irão ser enviados para Tigerland, um campo de treino no Louisiana onde irão de forma simulada combater preparando-se para o embarque para a Guerra do Vietname.

## Elenco
- Colin Farrell (Roland Bozz)
- Matthew Davis (Jim Paxton)
- Clifton Collins Jr. (Miter)
- Tom Guiry (Cantwell)
- Shea Whigham (Wilson)
- Russell Richardson (Johnson)
- Nick Searcy (Capitão Saunders)
- Afemo Omilami (Sargento Landers)
- Keith Ewell (Sargento Oaks)
- Matt Gerald (Sargento Eveland)
- Tyler Cravens (Sargento MP)
- Arian Waring Ash (Sheri)
- Haven Gaston (Claudia)

## Recepção
No site agregador de críticas Rotten Tomatoes, 76% das 46 resenhas dos críticos são positivas. O consenso diz: “Um grande elenco e a sensação corajosa da ajuda do filme (...) faz elevar a familiaridade do assunto”.

## Prémios e nomeações
- Recebeu duas nomeações ao Independent Spirit Awards, nas seguintes categorias:
  - Melhor Actor Secundário (Cole Hauser)
  - Melhor Primeiro Argumento[2]